# Grocholice (gmina Lipnik)
Grocholice – wieś w Polsce położona w województwie świętokrzyskim, w powiecie opatowskim, w gminie Lipnik.
W latach 1975–1998 miejscowość należała administracyjnie do województwa tarnobrzeskiego.
Przez wieś przechodzi  niebieski szlak rowerowy do Opatowa.

## Części wsi
| SIMC    | Nazwa   | Rodzaj    |
| ------- | ------- | --------- |
| 0797180 | Kolonie | część wsi |

## Historia
Według Jana Długosza w XV wieku wieś była własnością Warsziusa z Żelechlina herbu Rawa.
W XIX wieku Grocholice stanowiły wieś i folwark w powiecie sandomierskim, w ówczesnej gminie Lipnik, parafii Strzyżowice. Według spisu miast, wsi, osad Królestwa Polskiego z 1827 roku Grocholice posiadały 16 domów i 94 mieszkańców. W 1880 roku było tu 6 domów, 62 mieszkańców i 664 mórg ziemi dworskiej. W folwarku funkcjonowała gorzelnia